# SOR LH 12
SOR LH 12 je model dálkového a zájezdového autobusu, který od roku 2005 vyrábí východočeská společnost SOR Libchavy.

## Konstrukce

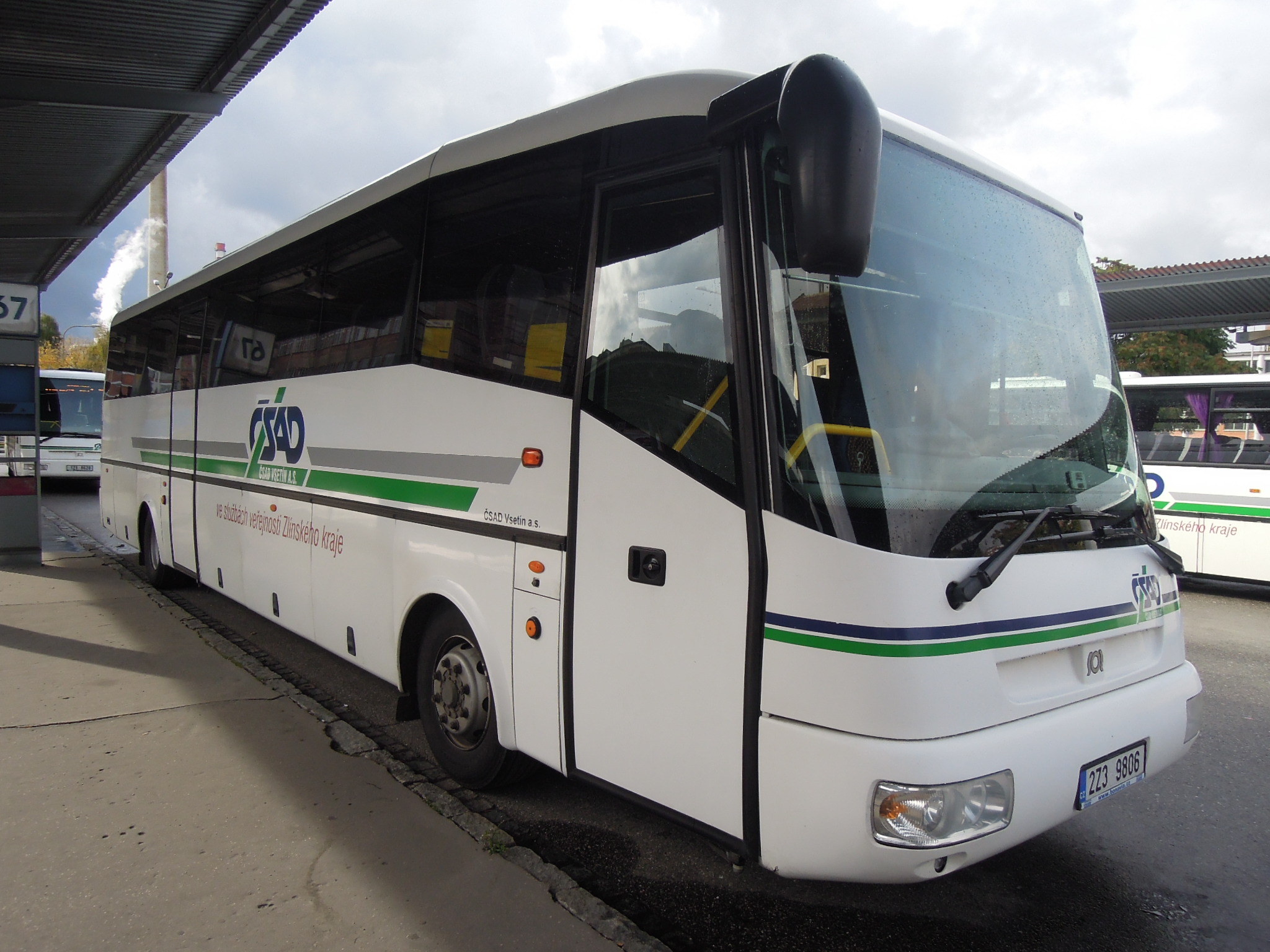
SOR LH 12

Autobus LH 12 je dvounápravový vůz s polosamonosnou karoserií, která je svařena z uzavřených ocelových profilů. Vnější část vozové skříně je oplechovaná, interiér je obložen plastovými deskami. Některé spodní části skeletu jsou vyrobeny z nerezové oceli. Motor a mechanická převodovka se nacházejí v zadní části vozu pod podlahou. Zadní náprava je hnací, španělské značky DANA, přední náprava vlastní konstrukce je lichoběžníková s nezávisle zavěšenými koly. Sedačky pro cestující, umístěné na vyvýšených podestách, jsou rozmístěny 2+2 se střední uličkou. Zavazadlový prostor pod podlahou vozu má objem 8 m³. Vstup do autobusu zajišťují dvoje jednokřídlé výklopné dveře. První se nacházejí před přední nápravou, druhé mohou být dle přání zákazníka umístěny před nebo za zadní nápravou.

## Výroba a provoz
Vlajková loď společnosti SOR, autobus LH 12, byl představen na Autosalonu Nitra v roce 2005. Výrobce tak reagoval na přání zákazníků, kteří požadovali luxusní autokar klasické dvanáctimetrové délky, které byly v Česku do té doby doménou konkurenční Karosy. Výroba vozů LH 12 byla zahájena nedlouho poté. Autobusy LH 12 jsou určeny pro dálkové meziměstské linky či pro zájezdovou dopravu. Mezi dopravce, kteří provozují tento model, patří např. Veolia Transport, ZDAR, ČSAD Vsetín nebo slovenská společnost SAD Humenné.